# W創作社
W創作社自1999年成立，由黃智龍及曾偉賢創辦，將香港本土文化及港人的思想融入戲劇之中，按照每次演出需求，跟不同範疇的演藝精英合作。經常合作的包括導演司徒慧焯、演員梁祖堯、邵美君、湯駿業、林小寶、白只、黃呈欣、燈光設計師張國永、楊子欣、佈景設計師陳友榮、邵偉敏、形象設計師梁健棠、吳達生、音響設計師夏恩蓓及編舞陳嘉儀等，建立出高質素的流行藝術風格，吸引了很多從未進入劇場觀賞的年輕觀眾。
W創作社製作了很多叫好叫座的劇作，包括與林一峰合作的屋村情懷「音樂劇場」《馴情記》；分享香港同性戀者愛與哀愁的梁祖堯獨腳戲《攣到爆》；與何韻詩合作的搖滾音樂劇場《梁祝下世傳奇》；諷刺香港小人的喜劇《小人國》系列第1-6集；黃偉文參演的《白雪先生灰先生》；蘇玉華及林一峰主演的成人童話《你今日拯救咗地球未呀?》；林一峰、盧凱彤及趙學而等翻唱陳百強作品的音樂劇場《一期一會》；王菀之及張敬軒參演的音樂劇場《Octave 柯迪夫》；揭示愛情陰暗面的邵美君獨腳戲《Love is Shit 愛是雪》；薛凱琪參演的音樂劇場《Last Smile, First Tear》；講述香港經濟低迷下生存之道的《廢柴》及以新視點探索當下男男、男女「Open Relationship」的《開關係》等。
因黃智龍身體欠佳，W創作社已無限期停止創作。

## 葵青劇院場地伙伴計畫
2009年，W創作社與風車草劇團開始成為葵青劇院場地伙伴，一起推廣舞台劇表演藝術及戲劇教育，拓展年輕觀眾群及培養他們的觀劇習慣。

## 作品
| 年份 | 劇目                              | 導演             | 編劇           | 主要演員                                                                                           | 演出資料                                              | 場次 |
| ---- | --------------------------------- | ---------------- | -------------- | -------------------------------------------------------------------------------------------------- | ----------------------------------------------------- | ---- |
| 1999 | 青春殘酷物語                      | 黃智龍           | 黃智龍         | 陳正君、黃雪文、劉子騰、梁俊勇、朱子慧                                                             | 1999年4月22日至26日 香港藝術中心壽臣劇院              | 7場  |
| 1999 | 戀愛次貨                          | 黃智龍           | 黃智龍         | 黃雪文、劉子騰、周家輝、楊穎儀                                                                     | 1999年12月25日至2000年1月2日 香港文化中心劇場         | 8場  |
| 2001 | 戀之惑星                          | 黃智龍           | 黃智龍         | 林漢城、黃雪文、劉子騰、楊詩敏、張國華、梁祖堯、陸昕                                               | 2001年9月7日至16日 香港藝術中心壽臣劇院               | 8場  |
| 2002 | 廢柴                              | 黃智龍、梁祖堯   | 黃智龍         | 林澤群、劉子騰、楊詩敏、張國華、梁俊勇                                                             | 2002年10月11日至13日，16日至21日 香港藝術中心壽臣劇院 | 9場  |
| 2002 | 十二月部屋                        | 司徒慧焯         | 黃智龍         | 譚偉權、黃雪文、何浩源、陸昕、曾若斌                                                               | 2002年12月4日至7 日 香港文化中心劇場                  | 5場  |
| 2003 | 廢柴（重演）                      | 黃智龍、梁祖堯   | 黃智龍         | 林澤群、劉子騰、楊詩敏、司徒慧焯、梁俊勇                                                           | 2003年4月17日至4月20日 香港文化中心劇場               | 7場  |
| 2003 | 馴情記                            | 司徒慧焯、黃智龍 | 黃智龍         | 林一峰、茜利妹、黃雪文、梁祖堯、楊詩敏、吳劍菲、徐羡曾                                             | 2003年6月27日至7月5日 香港藝術中心壽臣劇院            | 10場 |
| 2003 | 次貨                              | 司徒慧焯         | 黃智龍         | 楊詩敏、劉子騰、黃龍斌                                                                             | 2003年12月19日至21日、24日至27日 香港藝術中心壽臣劇院 | 9場  |
| 2004 | 攣到爆                            | 黃智龍、梁祖堯   | 黃智龍         | 梁祖堯、黃文慧、吳劍菲、劉子騰（友情客串）                                                         | 2004年8月5日至8月8日 香港藝術中心壽臣劇院             | 6場  |
| 2004 | 攣到爆（重演）                    | 黃智龍、梁祖堯   | 黃智龍         | 梁祖堯、黃文慧、吳劍菲、徐羡曾（友情客串）                                                         | 2004年11月4日至11月7日 香港藝術中心壽臣劇院           | 6場  |
| 2005 | 你今日拯救咗地球未呀?             | 司徒慧焯、黃智龍 | 黃智龍         | 蘇玉華、林一峰、邵美君、梁祖堯、楊詩敏、黃雪文                                                     | 2005年4月20日至5月2日 香港藝術中心壽臣劇院            | 16場 |
| 2005 | 梁祝下世傳奇                      | 司徒慧焯、黃智龍 | 黃智龍         | 何韻詩、周國賢、楊淇、梁祖堯                                                                       | 2005年9月16日至19日 香港演藝學院歌劇院                | 7場  |
| 2006 | 攣到爆（三度公演）                | 黃智龍、梁祖堯   | 黃智龍         | 梁祖堯、黃文慧、吳劍菲、湯駿業（友情客串）                                                         | 2006年3月17日至26日 香港藝術中心壽臣劇院              | 13場 |
| 2006 | Empty                             | 黃智龍、梁祖堯   | 黃智龍         | 邵美君、陳曙曦、梁祖堯、劉子騰、朱柏謙、馮夏賢、曾曉淇                                             | 2006年9月15日至24日 香港文化中心劇場                  | 13場 |
| 2007 | 一期一會                          | 司徒慧焯、黃智龍 | 黃智龍         | 林一峰、盧凱彤、梁祖堯、林小寶、楊詩敏、趙學而（首演未能參與演出）、谷祖琳、湯駿業、黃龍斌、張狄鳴 | 2007年4月20日至22日 香港演藝學院歌劇院                | 5場  |
| 2007 | 一期一會（重演）                  | 司徒慧焯、黃智龍 | 黃智龍         | 林一峰、盧凱彤、梁祖堯、林小寶、楊詩敏、趙學而、谷祖琳、湯駿業、黃龍斌、張狄鳴                     | 2007年7月6日至15日 香港演藝學院歌劇院                 | 13場 |
| 2007 | 小人國                            | 黃智龍           | 黃智龍         | 梁祖堯、邵美君、湯駿業、白只、鄧世昌、王曉怡                                                       | 2007年10月12日至10月21日 香港藝術中心壽臣劇院         | 13場 |
| 2008 | 攣到爆（四度公演）                | 黃智龍、梁祖堯   | 黃智龍         | 梁祖堯、黃文慧、吳劍菲、湯駿業（友情客串）                                                         | 2008年4月10日至20日 香港演藝學院歌劇院                | 14場 |
| 2008 | 白雪先生灰先生                    | 黃智龍、梁祖堯   | 黃智龍、黃偉文 | 黃偉文、梁祖堯、湯駿業、黃雪文、劉子騰                                                             | 2008年9月19日至10月4日 香港藝術中心壽臣劇院           | 14場 |
| 2008 | Last Smile, First Tear            | 司徒慧焯、黄智龍 | 黃智龍         | 薛凱琪、梁祖堯、湯駿業、區嘉雯、張錦程                                                             | 2008年12月5日至14日 香港演藝學院歌劇院                | 12場 |
| 2009 | 小人國2                           | 黃智龍           | 黃智龍         | 梁祖堯、邵美君、湯駿業、劉子騰、朱薰@叱吒903、黃呈欣、何遠東                                       | 2009年5月22日至5月31日 葵青劇院演藝廳                 | 10場 |
| 2009 | 我不快樂                          | 司徒慧焯、黄智龍 | 黃智龍         | 梁祖堯                                                                                             | 2009年10月2日至11日 香港藝術中心壽臣劇院              | 13場 |
| 2009 | 戀愛總是平靜地意外身亡            | 黃智龍           | 黃智龍         | 林一峰、梁祖堯、湯駿業、邵美君、林小寶（友情客串）、黃呈欣、楊政楠                                 | 2009年11月27日至29日 葵青劇院演藝廳                   | 5場  |
| 2010 | Octave 柯迪夫                     | 司徒慧焯、黃智龍 | 黃智龍         | 王菀之、張敬軒、梁祖堯、湯駿業、邵美君、林小寶、黃呈欣                                             | 2010年7月3日至7月18日 香港演藝學院歌劇院              | 19場 |
| 2010 | 戀愛總是平靜地意外身亡（重演）    | 黃智龍           | 黃智龍         | 林一峰、梁祖堯、湯駿業、邵美君、林小寶（友情客串）、黃呈欣、楊政楠                                 | 2010年11月26日至12 月5 日 葵青劇院演藝廳              | 12場 |
| 2011 | 小人國3之小人三國                 | 黃智龍           | 黃智龍         | 梁祖堯、謝雪心、湯駿業、邵美君、白只、黃呈欣、鄧智堅、歐珮瑩                                       | 2011年4月8 日至4 月17 日 葵青劇院演藝廳               | 13場 |
| 2011 | 攣到爆（五度公演）                | 黃智龍、梁祖堯   | 黃智龍         | 梁祖堯、黃文慧、吳劍菲、湯駿業（友情客串）                                                         | 2011年7月14日至24日 香港演藝學院歌劇院                | 14場 |
| 2011 | Love is Shit 愛是雪               | 黃智龍、邵美君   | 黃智龍         | 邵美君                                                                                             | 2011年11月17日至11月20日 香港藝術中心壽臣劇院         | 6場  |
| 2012 | 紅海人。藍海戰                    | 黃智龍、白只     | 黃智龍         | 白只、林二汶、蔣祖曼、楊偉倫、金草                                                                 | 2012年6月1日至6月9日 香港藝術中心壽臣劇院             | 11場 |
| 2012 | 開關係                            | 黃智龍           | 黃智龍         | 梁祖堯、劉雅麗、黃又南、湯駿業、陳康、韋羅莎                                                       | 2012 年9 月21日至9 月30 日 葵青劇院演藝廳             | 13場 |
| 2013 | Love is Shit 愛是雪（2013春季版） | 黃智龍、邵美君   | 黃智龍         | 邵美君                                                                                             | 2013年1月18日至1月26日 香港藝術中心壽臣劇院           | 10場 |
| 2013 | 小人國4                           | 黃智龍           | 黃智龍         | 梁祖堯、王菀之、陳淑儀、湯駿業、邵美君、白只、黃呈欣、鄧世昌                                       | 2013月6月7日至6月16日 葵青劇院演藝廳                  | 14場 |
| 2014 | 修羅場                            | 黃智龍           | 黃智龍         | 梁祖堯、潘燦良、邵美君、湯駿業、白只、鄧世昌、許晉邦                                               | 2014月7月18日至7月23日 葵青劇院演藝廳                 | 8場  |
| 2014 | 男男女女男                        | 黃智龍           | 黃智龍         | 梁祖堯、彭秀慧、湯駿業、邵美君、白只、韋羅莎、陳康                                                 | 2014月11月28日至12月7日 葵青劇院演藝廳                | 13場 |
| 2015 | 姬絲汀羅與她的三個好友囉          | 黃智龍、湯駿業   | 黃智龍         | 湯駿業                                                                                             | 2015月1月29日至2月1日 香港藝術中心壽臣劇院            | 6場  |
| 2015 | 小人國5                           | 黃智龍           | 黃智龍         | 梁祖堯、王菀之、湯駿業、邵美君、白只、韋羅莎、鄧世昌                                               | 2015月7月10日至7月26日 香港演藝學院歌劇院             | 21場 |
| 2016 | 味之素                            | 黃智龍           | 黃智龍         | 梁祖堯、湯駿業、邵美君、白只、韋羅莎                                                               | 2016月1月8日至1月17日 葵青劇院演藝廳                  | 14場 |
| 2016 | 夏風夜涼                          | 黃智龍           | 黃智龍         | 梁祖堯、湯駿業、徐天佑、黃又南、白只、韋羅莎、黃靖程                                               | 2016月4月8日至4月17日 葵青劇院演藝廳                  | 13場 |
| 2016 | 三日月Paranoia                    | 黃智龍           | 黃智龍         | 梁祖堯、白只、陳淑儀、邵美君、黃呈欣、楊螢映                                                       | 2016月9月16日至9月22日 葵青劇院演藝廳                 | 9場  |
| 2017 | 小人國6                           | 黃智龍           | 黃智龍         | 梁祖堯、王菀之、湯駿業、邵美君、白只、韋羅莎、楊偉倫、鄧世昌                                       | 2017年7月7日至7月23日                                 | 21場 |
| 2017 | 下一秒我就憎你                    | 黃智龍           | 黃智龍、月巴氏 | 梁祖堯、邵美君、湯駿業、白只、韋羅莎、鄧世昌、梁嘉進                                               | 2017月12月1日至12月10日 葵青劇院演藝廳                | 13場 |

## 出版紀錄
- 1999年《戀愛次貨》推出了兩首歌曲及一首音樂〈可以愛我嗎？〉的CD Single
- 2001年《戀之惑星》舞台劇原聲大碟CD共有15首作品，除收錄《戀》劇中的9 首歌曲之外，還收錄了〈I'm on your side〉（《看星星》英文版）、〈看星星〉夜空版、〈多痛一次〉（鋼琴獨奏）及另外3 首原創音樂。
- 2002年《廢柴》首版及重演亦分別推出了兩個版本的原聲大碟，首演時與W創作社另一演出《十二月部屋》以雙CD形式發售，重演時則以單CD形式發售，加錄了新歌〈反彈~給香港人的打氣歌〉及全新配樂。
- 2002年《十二月部屋》分別推出了兩個版本的原聲大碟，公演前與W創作社另一演出《廢柴》以雙CD形式發售，公演時則以單CD形式發售，加錄了新歌〈我的花〉。
- 2003年《廢柴》推出了舞台劇現場紀錄的VCD。
- 2003年《馴情記》出版了舞台劇現場演出紀錄的VCD。
- 2003年《次貨》舞台劇原聲大碟包括劇中4首歌曲連同6首原創音樂，再加上Bonus track: 舊作《戀愛次貨》插曲〈次貨情歌〉（劉子騰主唱），共有11首作品。
- 2005年《梁祝下世傳奇》出版了舞台劇現場演出紀錄的DVD及VCD。
- 2006年《W 創作社音樂劇 Empty 原聲大碟》包括劇中共16首原創歌曲。
- 2006年出版了《W X M Music Collection》，收錄了1999年至2005年由Michael Tsang 創作，Ｗ創作社演出的歌曲。
- 2007年《一期一會》出版了舞台劇現場演出紀錄的DVD。
- 2007年《小人國》推出了舞台劇現場紀錄的VCD。
- 2008年《Last Smile, First Tear》出版了舞台劇現場演出紀錄的DVD。

## 曾獲獎項
- 《攣到爆》第十四屆香港舞台劇獎「十大最受歡迎劇目」第十四屆香港舞台劇獎「最佳男主角 (喜/鬧劇) 」－梁祖堯[3]第二十屆香港舞台劇獎20年以來「最入心男演員」獎－梁祖堯[4]
- 《你今日拯救咗地球未呀?》第十五屆香港舞台劇獎「十大最受歡迎劇目」 第十五屆香港舞台劇獎「最佳女配角（悲／正劇）」- 邵美君[5]
- 《Empty》第十六屆香港舞台劇獎「十大最受歡迎劇目」第十六屆香港舞台劇獎「最佳音響設計」- 陳銘健[6]
- 《一期一會》第十七屆香港舞台劇獎「十大最受歡迎劇目」第十七屆香港舞台劇獎「最佳原創音樂」[7]
- 《Love is Shit 愛是雪》第二十一屆香港舞台劇獎「最佳女主角（喜／鬧劇）」- 邵美君[8]
- 《修羅場》第二十四屆香港舞台劇獎「最佳女配角(悲劇/正劇)」- 邵美君 第二十四屆香港舞台劇獎「十大最受歡迎劇目」[9]

## 曾合作演藝人
林一峰、茜利妹、楊詩敏、黃文慧、蘇玉華、何韻詩、周國賢、楊淇、盧凱彤、趙學而、谷祖琳、黃偉文(Wyman)、薛凱琪、朱薰、王菀之、張敬軒、謝雪心、林二汶、蔣祖曼、劉雅麗、黃又南、徐天佑等。